# Silvia Guidi (calciatrice)
Silvia Guidi (31 maggio 1993) è una calciatrice italiana, di ruolo attaccante.

## Carriera

### Club
Silvia Guidi si appassiona al calcio fin da giovane età, tesserandosi per la sua prima esperienza in una formazione interamente femminile con il Castelvecchio, alternandosi tra la formazione Esordienti e la prima squadra, dove il tecnico Flavio Varchetta decide di farla debuttare, a soli 15 anni, nel campionato di Serie B 2008-2009, nell'allora terzo livello del campionato italiano femminile di calcio, fin dalla prima giornata.
Nelle stagioni successive Guidi resta legata alla società, contribuendo al passaggio di categoria della squadra che, giunta al quarto posto nel girone B del campionato di Serie B 2010-2011, ottiene l'accesso alla Serie A2, passata da due a quattro gironi. Assieme alle compagne ottiene il decimo posto in classifica nel girone B riuscendo così, grazie alla vittoria nello spareggio con il Vicenza, a salvarsi al termine del campionato 2011-2012, mentre in quello successivo la squadra, questa volta inserita nel girone C, si classifica all'ottavo posto, l'ultimo utile per la salvezza. Quest'ultimo fa raggiungere a Guidi il suo primo traguardo delle 100 presenze in maglia gialloverde.
Col la riforma della struttura del campionato italiano introdotta nell'estate 2013 la Serie A2 viene sciolta e il secondo livello viene nuovamente assegnato alla Serie B, nuovamente diviso in quattro gironi a base geografica. La squadra è quindi iscritta al campionato di Serie B 2013-2014 nel girone C, dove rimane per i due campionati successivi, passando al girone B nel campionato 2016-2017 e tornando al girone C in quello successivo, dove raggiunge quota 200 presenze e tocca le 100 marcature in carriera. In questi anni Guidi si conferma sempre protagonista, risultando più volte la migliore marcatrice della squadra e contribuendo, ancora una volta per la riforma del campionato femminile gestito dall'estate 2018 direttamente dalla FIGC, ad accedere al campionato di Serie B 2018-2019, tornando alla formula del girone unico. Grazie all'accordo con il Cesena maschile, Guidi e compagne da quella stagione indossano la tenuta da gioco bianconera della squadra cesenate.